# Sanicula europaea
La sanícula, sanícula macho o hierba de san Lorenzo (Sanicula europaea) es una herbácea de la familia de las umbelíferas.

## Descripción
Hierba vivaz. Tallos erectos, de hasta 30 cm de altura. Hojas todas basales o con alguna pequeña en la parte inferior del tallo, simples, palmatipartidas, con los lóbulos crenado-aserrados. Flores dispuesta en falsa umbelas con unos 3 radios, blancas o algo rosadas. Frutos pequeños secos, de 4-5 mm, cubiertos de espinitas ganchudas. Florece en primavera.

## Hábitat
Bosques, lugares húmedos a la sombra.

## Distribución
Toda Europa, excepto Islandia.

## Taxonomía
Sanicula europaea fue descrita por Carlos Linneo y publicado en Species Plantarum 1: 235, en 1753.

#### Etimología
Sanicula: nombre genérico que deriva del diminutivo de la palabra latina sanare que significa "curar".
europaea: epíteto latino geográfico que se refiere a su localización en Europa.